# Conspirația de pe Voyager
„Conspirația de pe Voyager” (titlu original: „The Voyager Conspiracy”) este al 9-lea episod din al șaselea sezon al serialului TV american științifico-fantastic Star Trek: Voyager și al 129-lea în total. A avut premiera la 24 noiembrie 1999 pe canalul UPN.

## Prezentare
După ce, cu ajutorul implanturilor sale Borg, asimilează datele navei USS Voyager din ultimii șase ani, Seven of Nine suspectează că nava nu a ajuns în Cuadrantul Delta din întâmplare.

## Actori ocazionali
- Albie Selznick - Tash
- Scarlett Pomers - Naomi Wildman

## Primire
Acest episod poate fi un comentariu la teoriile conspirației conform cărții The Paranormal and the Paranoid: Conspiratorial Science Fiction Television.